# Coppa d'Ucraina di pallacanestro maschile
La Coppa d'Ucraina di pallacanestro (in ucraino Кубок України з баскетболу), è un trofeo nazionale ucraino organizzato annualmente dal 1992.

## Albo d'oro
- 1992
- 1993  Odessa
- 1994
- 1995
- 1996  Budivelnyk Kiev
- 1997  CSKA Kiev
- 1998
- 1999  CSKA Kiev
- 2000
- 2001  Odessa
- 2002  Azov. Mariupol'
- 2003  Azov. Mariupol'
- 2004
- 2005
- 2006  Azov. Mariupol'
- 2007  B.K. Kiev
- 2008  Azov. Mariupol'
- 2009  Azov. Mariupol'
- 2010  Zaporižžja
- 2011  Dnipro
- 2012  Budivelnyk Kiev
- 2013  Zaporižžja
- 2014  Budivelnyk Kiev
- 2015  Budivelnyk Kiev
- 2016  Chimik Južnyj
- 2017  Dnipro
- 2018  Dnipro
- 2019  Dnipro
- 2020  Chimik Južnyj
- 2021  Budivelnyk Kiev
- 2022 non disputata
- 2023 non disputata
- 2024  Dnipro
- 2025  Dnipro